# Carl Goetze (Pianofortefabrik)

Begründer der Fabrik Carl Goetze

Die Pianofabrik Carl Goetze in Sankt Petersburg bestand zwischen 1866 und 1895 bis zur Liquidierung. Die Neugründung erfolgte 1905 in Berlin-Lichterfelde bis zur Übernahme durch die Deutschen Piano Werke im Jahre 1928.
Russische Quellen geben das Jahr 1880 der Gründung an. Darin hieß es auch: Sie baute sehr massive, aber nicht ganz zufrieden stellende Instrumente, die nicht mit anderen russischen und ausländischen Fabrikaten konkurrieren konnten. Goetzes Instrumente hatten klingende Bässe, gedämpfte Höhen und eine enge Tastatur. Bis 1928 wurden in Sankt Petersburg und Berlin 20263 Klaviere und Flügel produziert. Ab 1905 firmierte die Fabrik um in eine Kommanditgesellschaft: Die „Goetze & Co KG“. Ab 1919 übernahm Richard Goetze bis 1929 die Leitung der Fabrik. 1929 schlossen sich mehrere Unternehmen auch das von Richard Goetze zur „Deutsche Piano-Werke AG“ zusammen.